# Погосян, Генрих Андреевич
Генрих Андреевич Погосян (арм. Հենրիկ Անդրեյի Պողոսյան; 1931, Степанакерт, Азербайджанская ССР, ЗСФСР, СССР — 2000, Москва, Россия) — советский государственный и партийный деятель. Первый секретарь обкома Нагорного-Карабахской автономной области КП Азербайджана (1988—1989).

## Биография
Родился в 1931 году в Степанакерте, НКАО, Азербайджанской ССР. 

### Образование
Окончил Московский институт механизации и электрификации сельского хозяйства.

### Трудовая деятельность
В 1988 году сменил на посту секретаря НКАО крайне непопулярного Бориса Кеворкова. 20 января  1989 снят с должности, отправлен на пенсию, проживал в Москве. 
Во время пребывания в должности он активно поддерживал присоединение к Армянской ССР до момента упразднения области в 1991 году, что привело к карабахскому конфликту. 
Народный депутат СССР от Степанакертского национально-территориального избирательного округа № 726 Нагорно-Карабахской автономной области. Член Комиссии Совета Национальностей по национальной политике и межнациональным отношениям.